# Бєлогорський район (Росія)
Бєлого́рський округ — колишній український національний район у Росії, Амурська область.